# Тихонов Юлій Олександрович
Тихонов Юліан Олександрович — український художник.
Народ. 25 липня 1962 р. в Білій Церкві в родині художника по гриму. 
Працював у реставраційних майстернях, художником-бутафором у Молодому театрі, в лабораторії історичного костюма при Центрі творчої молоді «Кінокадр».
Брав участь у створенні 17 фільмів, зокрема: «Нові пригоди янкі при дворі короля Артура» (1988), «Одіссея капітана Блада» (1991), «Серця трьох», «Річард Левове Серце» (1992, у співавт.), «Квентін Дорвард» тощо.
Член Національної Спілки кінематографістів України.